# Referendum o nezávislosti a samostatnosti Slovinska
Referendum o nezávislosti a samostatnosti Slovinska (slovinsky Plebiscit o samostojnosti in neodvisnosti Republike Slovenije) se konalo 23. prosince 1990 a při účasti 93,5 % se pro samostatnost a nezávislost vyjádřilo 88,5 % voličů, což znamenalo 1 289 369 hlasů pro.

## Související vývoj
Ještě počátkem října 1990 byl zveřejněn společný chorvatsko-slovinský návrh na vytvoření konfederace, k němuž měla být v jednotlivých republikách a autonomních oblastech vedena rozprava. Zjistit stanovisko ostatních se vydal Jože Pučnik, který však po návratu na konci října 1990 – nejen pod dojmem neúspěšných jednání s představitelem srbské opozice Vukou Draškovićem, ale také v důsledku vzrůstajícího napětí mezi Chorvaty a Srby v okolí Kninu – pronesl v rozhovoru pro slovinský deník Delo, že jeho mottem, je dostat se co nejdříve z Jugoslávie. Počátkem listopadu 1990 se v Polčjah sešlo vedení koalice DEMOS a dospělo k závěru, že o budoucnosti Slovinska by mělo rozhodnout všelidové hlasování. Diskuse při přijímání prováděcího zákona se týkala především otázky většiny, zda bude k přijetí návrhu stačit relativní či absolutní většina. Nakonec i s ohledem na důležitost byla zvolena absolutní.
Právní úprava k referendu byla přijata 6. prosince 1990 a téhož dne byla publikována v Úředním listu. V případě, že by se většina hlasujících vyjádřila pro samostatnost a nezávislost, měla být dle článku 4 zákona tímto vázána republiková skupščina, která měla do šesti měsíců ode dne vyhlášení výsledků referenda připravit veškerou právní úpravu potřebnou pro osamostatnění a vyřešit otázku právního nástupnictví Jugoslávie.
26. prosince 1990 vyhlásila skupščina výsledek referenda a současně přijala usnesení, které potvrzovalo šestiměsíční lhůtu k jednáním s ostatními republikami a přípravu právního podkladu nutného pro existenci samostatného státu.
V počátečním období se proti referendu stavěla část slovinské politické reprezentace včetně předsedy republikového Předsednictva Milana Kučana, ten se však v průběhu listopadu spolu se slovinským delegátem v Předsednictvu SFRJ Janezem Drnovšekem k myšlence referenda také přidal. I přes nepříliš dobré osobní vztahy tak Kučan spolupracoval s ministrem obrany Janezem Janšou, čímž se podařilo zachránit část výzbroje slovinské Teritoriální obrany a policie, které odzbrojovala Jugoslávská lidová armáda, jež již delší čas připravovala plán na rázné zakročení proti separatistickým tendencím svazových republik. Počátkem prosince 1990 arcibiskup Alojzij Šuštar vyzval slovinské katolíky, aby kladným hlasováním splnili svou národní i křesťanskou povinnost.
V únoru 1991 adresovala slovinská skupščina zákonodárným tělesům ostatních svazových republik návrh vzájemné dohody o rozpojení federace (Resolucija o predlogu za sporazumno razdružitev Socialistične federativne Republike Jugoslavije), o tomto návrhu v zásadě jednal jen chorvatský parlament. Od ledna do června 1991 bylo celkově přijato několik ústavních dodatků, z nichž nejvýznamnější byl XCIX., jenž zakládal možnost odpoutat Slovinsko od Jugoslávie bez ohledu na stanoviska ostatních republik, a pro nový stát důležité zákony – k obraně státu, o vojenské službě, o státním občanství, cizinecký zákon, zákon o Bance Slovenije, o měně, o cestovních dokladech a další.
Počátkem dubna 1991 se v Brdu konalo další setkání vedení koalice DEMOS, na němž bylo rozhodnuto dokončit proces osamostatnění. Byl vytvořen koordinační štáb v čele s premiérem Peterlem, který měl zajistit úkony k osamostatnění. V průběhu května 1991 se začaly množit informace o hrozbě zásahu Jugoslávské lidové armády ve Slovinsku. Při jedné z protiarmádních demonstrací byl v Pekrah u Mariboru 23. května 1991 smrtelně zraněn vojenským vozidlem jeden civilista.
25. června 1991 přijala skupščina na společném zasedání všech komor Základní ústavní listinu o nezávislosti Republiky Slovinsko, ji provádějící ústavní zákon a Deklaraci nezávislosti. Jugoslávská lidová armáda zareagovala v noci z 26. na 27. června 1991, čímž začala Desetidenní válka. Účinnost aktů z 25. června 1991 byla po Brionské deklaraci odložena do října 1991.